# Liga de Naciones Femenina de la UEFA 2023-24
La Liga de Naciones Femenina de la UEFA 2023-24 fue la temporada inaugural de la Liga de Naciones Femenina de la UEFA, una competición internacional de fútbol femenino disputada por las selecciones absolutas femeninas de las asociaciones miembro de la UEFA.
Los resultados se utilizaron para determinar las ligas para la competición clasificatoria para la Eurocopa Femenina 2025.

## Formato
La competición comenzó con la fase liguera, con las selecciones nacionales divididas en tres ligas (A, B y C) según el ranking de coeficientes de la UEFA. Las ligas A y B contaron con 16 equipos en cuatro grupos de cuatro equipos, mientras que la Liga C contaron con 19 participantes con cuatro grupos de cuatro equipos y un grupo de tres.
Los equipos de cada grupo jugaron entre sí de ida y vuelta en un formato de todos contra todos. Los cuatro ganadores de grupo de la Liga A avanzaron a las Finales de la Liga de Naciones Femenina, que contó con semifinales de un solo partido, un desempate por el tercer puesto y una final. Un sorteo abierto determinó los emparejamientos y los equipos locales para los partidos de semifinales, así como en qué semifinal sus equipos albergaron el partido por el tercer puesto y la final.
Los dos mejores equipos elegibles en las Finales de la Liga las Naciones (excepto Francia) se clasificaron para el Torneo Olímpico de Fútbol Femenino. Inglaterra, Escocia yro Gales (que participaron en la Liga A) no son miembros del COI, por lo que son inelegibles para participar en los Juegos Olímpicos; sin embargo, los resultados del equipo de Inglaterra, como parte de un acuerdo entre las naciones británicas y la FIFA fueron tenidos en cuenta para intentar clasificar a Reino Unido al torneo olímpico, mientras que los resultados de Escocia, Gales e Irlanda del Norte no se consideraron para dicho fin, a pesar de que jugadoras escocesas, galesas y norirlandesas son eleigbles para integrar al eventual equipo británico en el caso de que llegase a clasificar. Inglaterra falló en clasificarse al Final Four de la Liga de Naciones, por lo que Reino Unido no estará en la cita olímpica.
Además, la competición contará con ascensos y descensos, que entrarán en vigor en la clasificación para la Eurocopa Femenina 2025 (que utilizará una estructura de liga idéntica). Los campeones de grupo de las Ligas B y C ascenderán automáticamente, mientras que los cuartos clasificados de las Ligas A y B, así como el tercer clasificado de la Liga B con la clasificación más baja, descenderán automáticamente. Los partidos de ascenso y descenso también se llevarán a cabo de ida y vuelta, en paralelo con las Finales de la Liga de Naciones, con los ganadores yendo a la liga superior y los perdedores yendo a la liga inferior. Los equipos en tercer lugar de la Liga A jugarán contra los subcampeones de la Liga B, mientras que los tres equipos mejor clasificados en tercer lugar de la Liga B jugarán contra los tres mejores subcampeones de la Liga C. Los equipos de las ligas superiores serán cabezas de serie y jugarán el partido de vuelta en casa. En las eliminatorias de ida y vuelta, el equipo que marque más goles en el global es el ganador. Si el marcador global está empatado, se juega la prórroga (no se aplica la regla de los goles de visitante). Si el marcador permanece empatado después de la prórroga, se utiliza una tanda de penaltis para decidir el ganador.

### Desempates para la clasificación de grupos
Si dos o más equipos en el mismo grupo están empatados en puntos al finalizar la fase de liga, se aplican los siguientes criterios de desempate:
1. Mayor número de puntos obtenidos en los partidos disputados entre los equipos en cuestión;
2. Diferencia de goles superior en partidos jugados entre los equipos en cuestión;
3. Mayor número de goles marcados en los partidos disputados entre los equipos en cuestión;
4. Si, después de haber aplicado los criterios 1 a 3, los equipos aún tienen la misma clasificación, los criterios 1 a 3 se vuelven a aplicar exclusivamente a los partidos entre los equipos en cuestión para determinar su clasificación final. Si este procedimiento no conduce a una decisión, se aplican los criterios 5 a 11;
5. Diferencia de goles superior en todos los partidos de grupo;
6. Mayor número de goles marcados en todos los partidos de grupo;
7. Mayor número de goles fuera de casa marcados en todos los partidos de grupo;
8. Mayor número de victorias en todos los partidos de grupo;
9. Mayor número de victorias fuera de casa en todos los partidos de grupo;
10. Menor total de puntos disciplinarios en todos los partidos de grupo (1 punto por una única tarjeta amarilla, 3 puntos por tarjeta roja como consecuencia de dos tarjetas amarillas, 3 puntos por tarjeta roja directa, 4 puntos por tarjeta amarilla seguida de roja directa tarjeta).
11. Posición en el ranking de coeficientes de selecciones nacionales femeninas de la UEFA.

Nota
Cuando hay dos o más equipos empatados a puntos, se aplican los criterios 1 a 3. Después de aplicar estos criterios, pueden definir la posición de algunos de los equipos involucrados, pero no de todos. Por ejemplo, si hay un empate a tres puntos, la aplicación de los tres primeros criterios solo puede romper el empate para uno de los equipos, dejando a los otros dos equipos aún empatados. En este caso, se reanuda el procedimiento de desempate, desde el principio, para aquellos equipos que continúan empatados.

### Criterios para la clasificación de la liga
Las clasificaciones de ligas individuales se establecen de acuerdo con los siguientes criterios:
1. Posición en el grupo;
2. Mayor número de puntos;
3. Diferencia de goles superior;
4. Mayor número de goles marcados;
5. Mayor número de goles marcados fuera de casa;
6. Mayor número de victorias;
7. Mayor número de victorias fuera de casa;
8. Total de puntos disciplinarios más bajos (1 punto por una sola tarjeta amarilla, 3 puntos por una tarjeta roja como consecuencia de dos tarjetas amarillas, 3 puntos por una tarjeta roja directa, 4 puntos por una tarjeta amarilla seguida de una tarjeta roja directa).
9. Posición en el ranking de coeficientes de selecciones nacionales femeninas de la UEFA.

Para clasificar a los equipos de la Liga C, que pueden estar compuestos por grupos de diferentes tamaños, los resultados contra los cuartos clasificados en estas ligas no se tienen en cuenta a efectos de comparar los equipos clasificados primero, segundo y tercero en sus respectivos grupos.
La clasificación de los cuatro mejores equipos de la Liga A está determinada por su clasificación en las Finales de la Liga de Naciones Femenina de la UEFA.

### Criterios para la clasificación general
La clasificación general de la Liga de Naciones Femenina de la UEFA se establece de la siguiente manera:
1. Los 16 equipos de la Liga A están clasificados del 1 al 16 según la clasificación de su liga.
2. Los 16 equipos de la Liga B están clasificados del 17 al 32 según la clasificación de su liga.
3. Los equipos de la Liga C se ubican en el puesto 33 en adelante según la clasificación de su liga.

## Cronograma
La competencia se jugará desde septiembre de 2023 hasta febrero de 2024. Comenzará con la fase de liga y terminará con las Finales de la Liga de Naciones Femenina y los partidos de ascenso y descenso jugados en paralelo. A continuación se muestra el calendario de la Liga de Naciones Femenina de la UEFA 2023-24.
| Fase                            | Ronda              | Fechas de partidos                     |
| ------------------------------- | ------------------ | -------------------------------------- |
| Fase de liga                    | Jornada 1          | 20–22 de septiembre de 2023            |
| Fase de liga                    | Jornada 2          | 23–26 de septiembre de 2023            |
| Fase de liga                    | Jornada 3          | 25–27 de octubre de 2023               |
| Fase de liga                    | Jornada 4          | 28–31 de octubre de 2023               |
| Fase de liga                    | Jornada 5          | 29 de noviembre–1 de diciembre de 2023 |
| Fase de liga                    | Jornada 6          | 2–5 de diciembre de 2023               |
| Finales                         | Semifinales        | 21–28 de febrero de 2024               |
| Finales                         | Tercer puesto      | 21–28 de febrero de 2024               |
| Finales                         | Final              | 21–28 de febrero de 2024               |
| Promoción de ascenso y descenso | Partidos de ida    | 21–28 de febrero de 2024               |
| Promoción de ascenso y descenso | Partidos de vuelta | 21–28 de febrero de 2024               |

## Sorteo
Las 55 selecciones nacionales de la UEFA pudieron presentar una inscripción para la competición a más tardar el 23 de marzo de 2023, que también actuó como inscripción para la clasificación para la Eurocopa Femenina de la UEFA de 2025. En total, 51 equipos entraron en la competencia. A Rusia no se le permitió participar en la competición, ya que los equipos rusos fueron suspendidos indefinidamente de las competiciones de la UEFA y la FIFA desde el 28 de febrero de 2022 debido a la invasión de Ucrania por parte de su país. Además, Gibraltar, Liechtenstein y San Marino no presentaron ninguna solicitud.
El sorteo de la fase liguera tuvo lugar el 2 de mayo de 2023, a las 13:00 CEST, en la Casa del Fútbol Europeo en Nyon, Suiza. Los equipos se dividieron en ligas según el ranking de coeficientes de la selección nacional femenina de la UEFA. Los equipos se dividieron en cuatro bombos de cuatro en las Ligas A y B, y tres bombos de cinco y un bombo de 4 en la Liga C. Por razones políticas, Armenia y Azerbaiyán (debido al Conflicto del Alto Karabaj), así como Bielorrusia y Ucrania (debido a la Participación de Bielorrusia en la invasión rusa de Ucrania en 2022), no pudieron formar parte del mismo grupo. Debido a las restricciones de sedes invernales, un grupo podría contener un máximo de dos de Suecia, Noruega e Islandia en la Liga A, y dos de Estonia, Islas Feroe, Letonia y Lituania en la Liga C. Debido a las excesivas restricciones de viaje, solo uno de Andorra, las Islas Feroe y Malta podrían emparejar con Kazajistán.
| Pot | Equipo       | Coef   | Rank |
| --- | ------------ | ------ | ---- |
| 1   | Inglaterra   | 46,178 | 1    |
| 1   | Alemania     | 43,043 | 2    |
| 1   | Francia      | 42,584 | 3    |
| 1   | Suecia       | 40,823 | 4    |
| 2   | España       | 40,472 | 5    |
| 2   | Países Bajos | 39,910 | 6    |
| 2   | Noruega      | 38,715 | 7    |
| 2   | Dinamarca    | 37,535 | 8    |
| 3   | Italia       | 36,455 | 9    |
| 3   | Bélgica      | 34,794 | 10   |
| 3   | Austria      | 33,963 | 11   |
| 3   | Islandia     | 33,348 | 12   |
| 4   | Suiza        | 33,101 | 13   |
| 4   | Gales        | 29,942 | 15   |
| 4   | Portugal     | 29,744 | 16   |
| 4   | Escocia      | 29,335 | 17   |

| Pot | Equipo               | Coef   | Rank |
| --- | -------------------- | ------ | ---- |
| 1   | Irlanda              | 28,877 | 18   |
| 1   | Polonia              | 28,458 | 19   |
| 1   | República Checa      | 27,508 | 20   |
| 1   | Finlandia            | 26,757 | 21   |
| 2   | Serbia               | 26,517 | 22   |
| 2   | Eslovenia            | 26,445 | 23   |
| 2   | Irlanda del Norte    | 25,711 | 24   |
| 2   | Rumania              | 24,877 | 25   |
| 3   | Ucrania              | 24,359 | 26   |
| 3   | Bosnia y Herzegovina | 23,091 | 27   |
| 3   | Eslovaquia           | 19,213 | 28   |
| 3   | Hungría              | 18,552 | 29   |
| 4   | Grecia               | 17,556 | 30   |
| 4   | Croacia              | 17,523 | 31   |
| 4   | Bielorrusia          | 16,890 | 32   |
| 4   | Albania              | 16,826 | 33   |

| Pot | Equipo              | Coef   | Rank |
| --- | ------------------- | ------ | ---- |
| 1   | Malta               | 16,021 | 34   |
| 1   | Israel              | 15,543 | 35   |
| 1   | Azerbaiyán          | 14,876 | 36   |
| 1   | Turquía             | 14,865 | 37   |
| 1   | Macedonia del Norte | 14,483 | 38   |
| 2   | Kosovo              | 14,226 | 39   |
| 2   | Montenegro          | 12,668 | 40   |
| 2   | Luxemburgo          | 12,051 | 41   |
| 2   | Estonia             | 9,750  | 42   |
| 2   | Moldavia            | 9,654  | 43   |
| 3   | Lituania            | 9,649  | 44   |
| 3   | Kazajistán          | 8,662  | 45   |
| 3   | Letonia             | 8,543  | 46   |
| 3   | Bulgaria            | 8,200  | 47   |
| 3   | Chipre              | 8,032  | 48   |
| 4   | Islas Feroe         | 7,020  | 49   |
| 4   | Georgia             | 6,977  | 50   |
| 4   | Armenia             | 6,500  | 51   |
| 4   | Andorra             | 1,958  | 52   |

| Equipo        | Coef | Rank |
| ------------- | ---- | ---- |
| Gibraltar     | 0    | —    |
| Liechtenstein | 0    | —    |
| San Marino    | 0    | —    |

| Equipo | Coef   | Rank |
| ------ | ------ | ---- |
| Rusia  | 32,203 | 14   |

## Liga A
Clasificado para el Final Four
     En zona de playoffs por la permanencia.
     Descendido a la Liga B.

### Grupo A1
| Equipo       | Pts | PJ | PG | PE | PP | GF | GC | Dif |
| ------------ | --- | -- | -- | -- | -- | -- | -- | --- |
| Países Bajos | 12  | 6  | 4  | 0  | 2  | 14 | 6  | +8  |
| Inglaterra   | 12  | 6  | 4  | 0  | 2  | 15 | 8  | +7  |
| Bélgica      | 8   | 6  | 2  | 2  | 2  | 7  | 10 | –3  |
| Escocia      | 2   | 6  | 0  | 2  | 4  | 3  | 15 | –12 |

| 22 de septiembre de 2023 | Bélgica                     | 2:1 (0:0) | Países Bajos | Den Dreef Stadion, Lovaina, Bélgica                   |                                                       |
| 20:30 (CEST)             | - Detruyer 61' - Blom 90+3' | Reporte   | - 60' Roord  | Asistencia: 3694 espectadores Árbitra: Frida Klarlund | Asistencia: 3694 espectadores Árbitra: Frida Klarlund |

| 22 de septiembre de 2023 | Inglaterra              | 2:1 (2:1) | Escocia        | Stadium of Light, Sunderland, Inglaterra                   |                                                            |
| 20:45 (CEST)             | - Bronze 39' - Hemp 45' | Reporte   | - 45+2' Hanson | Asistencia: 41 947 espectadores Árbitra: Maria Sole Caputi | Asistencia: 41 947 espectadores Árbitra: Maria Sole Caputi |

| 26 de septiembre de 2023 | Países Bajos               | 2:1 (1:0) | Inglaterra  | Estadio Galgenwaard, Utrecht, Países Bajos               |                                                          |
| 20:00 (CEST)             | - Martens 34' - Jansen 90' | Reporte   | - 64' Russo | Asistencia: 24 000 espectadores Árbitra: Ivana Martinčić | Asistencia: 24 000 espectadores Árbitra: Ivana Martinčić |

| 26 de septiembre de 2023 | Escocia        | 1:1 (0:0) | Bélgica       | Hampden Park, Glasgow, Escocia                        |                                                       |
| 20:45 (CEST)             | - Howard 90+3' | Reporte   | - 52' Missipo | Asistencia: 7058 espectadores Árbitra: Eleni Antoniou | Asistencia: 7058 espectadores Árbitra: Eleni Antoniou |

| 27 de octubre de 2023 | Inglaterra | 1:0 (1:0) | Bélgica | King Power Stadium, Leicester, Inglaterra                |                                                          |
| 20:45 (CEST)          | - Hemp 13' | Reporte   |         | Asistencia: 28 321 espectadores Árbitra: Lina Lehtovaara | Asistencia: 28 321 espectadores Árbitra: Lina Lehtovaara |

| 27 de octubre de 2023 | Países Bajos                                          | 4:0 (2:0) | Escocia | Goffert Stadion, Nimega, Países Bajos                     |                                                           |
| 20:45 (CEST)          | - Van de Donk 12' - Brugts 32' - Beerensteyn 52', 71' | Reporte   |         | Asistencia: 10 850 espectadores Árbitra: Ivana Projkovska | Asistencia: 10 850 espectadores Árbitra: Ivana Projkovska |

| 31 de octubre de 2023 | Bélgica                                   | 3:2 (2:2) | Inglaterra               | Den Dreef Stadion, Lovaina, Bélgica                   |                                                       |
| 20:30 (CEST)          | - De Neve 9' - Wullaert 45+6', 85' (pen.) | Reporte   | - 38' Bronze - 44' Kirby | Asistencia: 7235 espectadores Árbitra: Esther Staubli | Asistencia: 7235 espectadores Árbitra: Esther Staubli |

| 31 de octubre de 2023 | Escocia | 0:1 (0:0) | Países Bajos | Hampden Park, Glasgow, Escocia                       |                                                      |
| 20:45 (CEST)          |         | Reporte   | 60' Brugts   | Asistencia: 5186 espectadores Árbitra: Jana Adámková | Asistencia: 5186 espectadores Árbitra: Jana Adámková |

| 1 de diciembre de 2023 | Bélgica      | 1:1 (1:1) | Escocia      | Den Dreef Stadion, Lovaina, Bélgica                        |                                                            |
| 20:30 (CET)            | Detruyer 30' | Reporte   | Cuthbert 34' | Asistencia: 4730 espectadores Árbitra: Olatz Rivera Olmedo | Asistencia: 4730 espectadores Árbitra: Olatz Rivera Olmedo |

| 1 de diciembre de 2023 | Inglaterra                             | 3:2 (0:2) | Países Bajos         | Estadio de Wembley, Londres, Inglaterra                |                                                        |
| 20:45 (CET)            | - Stanway 59' - Hemp 61' - Toone 90+1' | Reporte   | Beerensteyn 12', 35' | Asistencia: 71 632 espectadores Árbitra: Tess Olofsson | Asistencia: 71 632 espectadores Árbitra: Tess Olofsson |

| 5 de diciembre de 2023 | Países Bajos                                   | 4:0 (1:0) | Bélgica | Koning Willem II Stadion, Tilburg, Países Bajos             |                                                             |
| 20:45 (CET)            | - Beerensteyn 34', 54' - Egurrola 90+1', 90+5' | Reporte   |         | Asistencia: 12 031 espectadores Árbitra: Stéphanie Frappart | Asistencia: 12 031 espectadores Árbitra: Stéphanie Frappart |

| 5 de diciembre de 2023 | Escocia | 0:6 (0:4) | Inglaterra                                                               | Hampden Park, Glasgow, Escocia                      |                                                     |
| 20:45 (CET)            |         | Reporte   | - Greenwood 13' - James 38', 39' - Mead 45+1' - Kirby 49' - Bronze 90+3' | Asistencia: 15 320 espectadores Árbitra: Alina Peşu | Asistencia: 15 320 espectadores Árbitra: Alina Peşu |

### Grupo A2
| Equipo   | Pts | PJ | PG | PE | PP | GF | GC | Dif |
| -------- | --- | -- | -- | -- | -- | -- | -- | --- |
| Francia  | 16  | 6  | 5  | 1  | 0  | 9  | 1  | +8  |
| Austria  | 10  | 6  | 3  | 1  | 2  | 7  | 8  | –1  |
| Noruega  | 5   | 6  | 1  | 2  | 3  | 9  | 8  | +1  |
| Portugal | 3   | 6  | 1  | 0  | 5  | 5  | 13 | –8  |

| 22 de septiembre de 2023 | Noruega     | 1:1 (1:0) | Austria        | Ullevaal Stadion, Oslo, Noruega                           |                                                           |
| 19:00 (CEST)             | - Sævik 26' | Reporte   | - 72' Campbell | Asistencia: 7011 espectadores Árbitra: Iuliana Demetrescu | Asistencia: 7011 espectadores Árbitra: Iuliana Demetrescu |

| 22 de septiembre de 2023 | Francia                  | 2:0 (1:0) | Portugal | Estadio de Hainaut, Valenciennes, Francia              |                                                        |
| 21:10 (CEST)             | - Geyoro 27' - Bacha 89' | Reporte   |          | Asistencia: 18 377 espectadores Árbitra: Tess Olofsson | Asistencia: 18 377 espectadores Árbitra: Tess Olofsson |

| 26 de septiembre de 2023 | Austria | 0:1 (0:1) | Francia     | Estadio Franz Horr, Viena, Austria                        |                                                           |
| 18:30 (CEST)             |         | Reporte   | - 5' Renard | Asistencia: 10 051 espectadores Árbitra: Jelena Cvetković | Asistencia: 10 051 espectadores Árbitra: Jelena Cvetković |

| 26 de septiembre de 2023 | Portugal                                     | 3:2 (2:1) | Noruega                    | Estadio Ciudad de Barcelos, Barcelos, Portugal      |                                                     |
| 19:15 (CEST)             | - Jacinto 38' - Costa 44' (pen.), 69' (pen.) | Reporte   | - 32' Maanum - 58' Terland | Asistencia: 6132 espectadores Árbitra: Ewa Augustyn | Asistencia: 6132 espectadores Árbitra: Ewa Augustyn |

| 27 de octubre de 2023 | Austria                        | 2:1 (0:0) | Portugal         | Stadion Schnabelholz, Altach, Austria                    |                                                          |
| 18:00 (CEST)          | - Amado 63' (a.g.) - Dunst 69' | Reporte   | - 90+6' T. Pinto | Asistencia: 4800 espectadores Árbitra: Maria Sole Caputi | Asistencia: 4800 espectadores Árbitra: Maria Sole Caputi |

| 27 de octubre de 2023 | Noruega    | 1:2 (0:1) | Francia                          | Ullevaal Stadion, Oslo, Noruega                      |                                                      |
| 19:00 (CEST)          | - Lund 60' | Reporte   | - 23' (a.g.) Mjelde - 69' Renard | Asistencia: 9062 espectadores Árbitra: Rebecca Welch | Asistencia: 9062 espectadores Árbitra: Rebecca Welch |

| 31 de octubre de 2023 | Portugal     | 1:2 (0:0) | Austria                      | Estádio Varzim Sport Clube, Póvoa de Varzim, Portugal |                                                       |
| 19:15 (CEST)          | - Capeta 75' | Reporte   | - Pinther 72' - Campbell 77' | Asistencia: 3598 espectadores Árbitra: Frida Klarlund | Asistencia: 3598 espectadores Árbitra: Frida Klarlund |

| 31 de octubre de 2023 | Francia | 0:0     | Noruega | Estadio Auguste Delaune, Reims, Francia                  |                                                          |
| 21:00 (CEST)          |         | Reporte |         | Asistencia: 13 121 espectadores Árbitra: Kateryna Monzul | Asistencia: 13 121 espectadores Árbitra: Kateryna Monzul |

| 1 de diciembre de 2023 | Noruega                                           | 4:0 (2:0) | Portugal | Ullevaal Stadion, Oslo, Noruega                        |                                                        |
| 19:00 (CET)            | - Hegerberg 3', 8' (pen.), 50' - Román Haug 90+3' | Reporte   |          | Asistencia: 2383 espectadores Árbitra: Ivana Martinčić | Asistencia: 2383 espectadores Árbitra: Ivana Martinčić |

| 1 de diciembre de 2023 | Francia                                 | 3:0 (1:0) | Austria | Roazhon Park, Rennes, Francia                         |                                                       |
| 21:10 (CET)            | - Henry 5' - Le Sommer 57' - Katoto 84' | Reporte   |         | Asistencia: 26 453 espectadores Árbitra: Ewa Augustyn | Asistencia: 26 453 espectadores Árbitra: Ewa Augustyn |

| 5 de diciembre de 2023 | Austria                       | 2:1 (1:0) | Noruega     | NV Arena, Sankt Pölten, Austria                            |                                                            |
| 19:15 (CET)            | - Campbell 9' - Schiechtl 89' | Reporte   | Sævik 90+4' | Asistencia: 1300 espectadores Árbitra: Marta Huerta de Aza | Asistencia: 1300 espectadores Árbitra: Marta Huerta de Aza |

| 5 de diciembre de 2023 | Portugal | 0:1 (0:0) | Francia      | Estádio Dr. Magalhães Pessoa, Leiria, Portugal          |                                                         |
| 19:15 (CET)            |          | Reporte   | Geyoro 90+3' | Asistencia: 5337 espectadores Árbitra: Ivana Projkovska | Asistencia: 5337 espectadores Árbitra: Ivana Projkovska |

### Grupo A3
| Equipo    | Pts | PJ | PG | PE | PP | GF | GC | Dif |
| --------- | --- | -- | -- | -- | -- | -- | -- | --- |
| Alemania  | 13  | 6  | 4  | 1  | 1  | 14 | 3  | +11 |
| Dinamarca | 12  | 6  | 4  | 0  | 2  | 10 | 6  | +4  |
| Islandia  | 9   | 6  | 3  | 0  | 3  | 4  | 8  | –4  |
| Gales     | 1   | 6  | 0  | 1  | 5  | 4  | 15 | –11 |

| 22 de septiembre de 2023 | Dinamarca             | 2:0 (1:0) | Alemania | Estadio Viborg, Viborg, Dinamarca                          |                                                            |
| 18:00 (CEST)             | - Vangsgaard 23', 64' | Reporte   |          | Asistencia: 4210 espectadores Árbitra: Marta Huerta de Aza | Asistencia: 4210 espectadores Árbitra: Marta Huerta de Aza |

| 22 de septiembre de 2023 | Islandia           | 1:0 (1:0) | Gales | Laugardalsvöllur, Reikiavik, Islandia                  |                                                        |
| 20:00 (CEST)             | - Viggósdóttir 18' | Reporte   |       | Asistencia: 2014 espectadores Árbitra: Katalin Kulcsár | Asistencia: 2014 espectadores Árbitra: Katalin Kulcsár |

| 26 de septiembre de 2023 | Alemania                                          | 4:0 (2:0) | Islandia | Rewirpowerstadion, Bochum, Alemania                 |                                                     |
| 18:15 (CEST)             | - Bühl 19', 78' - Gwinn 35' (pen.) - Schüller 68' | Reporte   |          | Asistencia: 14 998 espectadores Árbitra: Alina Peşu | Asistencia: 14 998 espectadores Árbitra: Alina Peşu |

| 26 de septiembre de 2023 | Gales          | 1:5 (0:2) | Dinamarca                                                           | Cardiff City Stadium, Cardiff, Gales                      |                                                           |
| 20:15 (CEST)             | - Fishlock 51' | Reporte   | - 6' (pen.), 11', 90+1' Harder - 60' Thøgersen - 87' S. Troelsgaard | Asistencia: 8607 espectadores Árbitra: Stéphanie Frappart | Asistencia: 8607 espectadores Árbitra: Stéphanie Frappart |

| 27 de octubre de 2023 | Alemania                                                                 | 5:1 (1:1) | Gales         | Rhein-Neckar-Arena, Sinsheim, Alemania                    |                                                           |
| 17:45 (CEST)          | - Schüller 25', 47' - Gwinn 80' (pen.) - Roberts 86' (a.g.) - Anyomi 88' | Reporte   | - 42' Holland | Asistencia: 20 107 espectadores Árbitra: Monika Mularczyk | Asistencia: 20 107 espectadores Árbitra: Monika Mularczyk |

| 27 de octubre de 2023 | Islandia | 0:1 (0:0) | Dinamarca        | Laugardalsvöllur, Reikiavik, Islandia                  |                                                        |
| 20:30 (CEST)          |          | Reporte   | - 71' Vangsgaard | Asistencia: 1712 espectadores Árbitra: Ivana Martinčić | Asistencia: 1712 espectadores Árbitra: Ivana Martinčić |

| 31 de octubre de 2023 | Dinamarca                        | 2:1 (2:0) | Gales          | Estadio Viborg, Viborg, Dinamarca                  |                                                    |
| 18:00 (CET)           | - Vangsgaard 28' - Bredgaard 39' | Reporte   | - Fishlock 72' | Asistencia: 2227 espectadores Árbitra: Sandra Braz | Asistencia: 2227 espectadores Árbitra: Sandra Braz |

| 31 de octubre de 2023 | Islandia | 0:2 (0:0) | Alemania                        | Laugardalsvöllur, Reikiavik, Islandia                |                                                      |
| 20:00 (CET)           |          | Reporte   | - Gwinn 65' (pen.) - Bühl 90+4' | Asistencia: 1245 espectadores Árbitra: Tess Olofsson | Asistencia: 1245 espectadores Árbitra: Tess Olofsson |

| 1 de diciembre de 2023 | Gales        | 1:2 (0:1) | Islandia                        | Cardiff City Stadium, Cardiff, Gales                  |                                                       |
| 20:15 (CET)            | Hughes 90+4' | Reporte   | - Antonsdóttir 29' - Zomers 79' | Asistencia: 5275 espectadores Árbitra: Esther Staubli | Asistencia: 5275 espectadores Árbitra: Esther Staubli |

| 1 de diciembre de 2023 | Alemania                               | 3:0 (2:0) | Dinamarca | Ostseestadion, Rostock, Alemania                           |                                                            |
| 20:30 (CET)            | - Popp 14' - Hegering 26' - Bühl 90+3' | Reporte   |           | Asistencia: 18 000 espectadores Árbitra: Maria Sole Caputi | Asistencia: 18 000 espectadores Árbitra: Maria Sole Caputi |

| 5 de diciembre de 2023 | Dinamarca | 0:1 (0:0) | Islandia            | Estadio Viborg, Viborg, Dinamarca                      |                                                        |
| 19:30 (CET)            |           | Reporte   | Vilhjálmsdóttir 77' | Asistencia: 4453 espectadores Árbitra: Catarina Campos | Asistencia: 4453 espectadores Árbitra: Catarina Campos |

| 5 de diciembre de 2023 | Gales | 0:0     | Alemania | Liberty Stadium, Swansea, Gales                           |                                                           |
| 19:30 (CET)            |       | Reporte |          | Asistencia: 5982 espectadores Árbitra: Iuliana Demetrescu | Asistencia: 5982 espectadores Árbitra: Iuliana Demetrescu |

### Grupo A4
| Equipo | Pts | PJ | PG | PE | PP | GF | GC | Dif |
| ------ | --- | -- | -- | -- | -- | -- | -- | --- |
| España | 15  | 6  | 5  | 0  | 1  | 23 | 9  | +14 |
| Italia | 10  | 6  | 3  | 1  | 2  | 8  | 5  | +3  |
| Suecia | 7   | 6  | 2  | 1  | 3  | 8  | 10 | –2  |
| Suiza  | 3   | 6  | 1  | 0  | 5  | 2  | 17 | –15 |

| 22 de septiembre de 2023 | Suecia                      | 2:3 (1:1) | España                                                    | Gamla Ullevi, Göteborg, Suecia                         |                                                        |
| 18:30 (CEST)             | - Eriksson 23' - Hurtig 82' | Reporte   | - 37' Del Castillo - 77' Navarro - 90+4' (pen.) Caldentey | Asistencia: 16 114 espectadores Árbitra: Rebecca Welch | Asistencia: 16 114 espectadores Árbitra: Rebecca Welch |

| 22 de septiembre de 2023 | Suiza | 0:1 (0:0) | Italia       | Kybunpark, San Galo, Suiza                              |                                                         |
| 19:30 (CEST)             |       | Reporte   | - 65' Caruso | Asistencia: 6 452 espectadores Árbitra: Lina Lehtovaara | Asistencia: 6 452 espectadores Árbitra: Lina Lehtovaara |

| 26 de septiembre de 2023 | Italia | 0:1 (0:1) | Suecia        | Estadio Teofilo Patini, Castel di Sangro, Italia         |                                                          |
| 17:45 (CEST)             |        | Reporte   | - 14' Kaneryd | Asistencia: 2 483 espectadores Árbitra: Ivana Projkovska | Asistencia: 2 483 espectadores Árbitra: Ivana Projkovska |

| 26 de septiembre de 2023 | España                                                     | 5:0 (2:0) | Suiza | Nuevo Arcángel, Córdoba, España                           |                                                           |
| 21:00 (CEST)             | - García 15' - Bonmatí 45+1', 49' - Gabarro 57' - Oroz 87' | Reporte   |       | Asistencia: 14 194 espectadores Árbitra: Monika Mularczyk | Asistencia: 14 194 espectadores Árbitra: Monika Mularczyk |

| 27 de octubre de 2023 | Italia | 0:1 (0:0) | España        | Estadio Arechi, Salerno, Italia                   |                                                   |
| 17:45 (CEST)          |        | Reporte   | - 89' Hermoso | Asistencia: 4694 espectadores Árbitra: Alina Peşu | Asistencia: 4694 espectadores Árbitra: Alina Peşu |

| 27 de octubre de 2023 | Suecia         | 1:0 (1:0) | Suiza | Gamla Ullevi, Gotemburgo, Suecia                      |                                                       |
| 18:30 (CEST)          | - Eriksson 44' | Reporte   |       | Asistencia: 13 123 espectadores Árbitra: Riem Hussein | Asistencia: 13 123 espectadores Árbitra: Riem Hussein |

| 31 de octubre de 2023 | Suecia           | 1:1 (0:0) | Italia         | Swedbank Stadion, Malmö, Suecia                             |                                                             |
| 18:30 (CET)           | - Sembrant 90+6' | Reporte   | - Giacinti 57' | Asistencia: 11 376 espectadores Árbitra: Stéphanie Frappart | Asistencia: 11 376 espectadores Árbitra: Stéphanie Frappart |

| 31 de octubre de 2023 | Suiza         | 1:7 (0:2) | España                                                                                         | Letzigrund, Zúrich, Suiza                                 |                                                           |
| 19:00 (CET)           | - Pilgrim 69' | Reporte   | - O. Hernández 4' - Putellas 11', 62' (pen.) - Méndez 56' - Del Castillo 72', 89' - Oroz 90+3' | Asistencia: 8515 espectadores Árbitra: Iuliana Demetrescu | Asistencia: 8515 espectadores Árbitra: Iuliana Demetrescu |

| 1 de diciembre de 2023 | Suiza           | 1:0 (1:0) | Suecia | Luzern Arena, Lucerna, Suiza                          |                                                       |
| 20:00 (CET)            | Crnogorčević 6' | Reporte   |        | Asistencia: 3938 espectadores Árbitra: Frida Klarlund | Asistencia: 3938 espectadores Árbitra: Frida Klarlund |

| 1 de diciembre de 2023 | España                               | 2:3 (1:0) | Italia                                      | Pasarón, Pontevedra, España                           |                                                       |
| 21:30 (CET)            | - Del Castillo 12' - E. González 76' | Reporte   | - Giacinti 46' - Cambiaghi 57' - Linari 64' | Asistencia: 9025 espectadores Árbitra: Eleni Antoniou | Asistencia: 9025 espectadores Árbitra: Eleni Antoniou |

| 5 de diciembre de 2023 | Italia                                    | 3:0 (1:0) | Suiza | Estadio Ennio Tardini, Parma, Italia                   |                                                        |
| 19:00 (CET)            | - Giugliano 31' - Salvai 48' - Caruso 85' | Reporte   |       | Asistencia: 3500 espectadores Árbitra: Volha Blotskaya | Asistencia: 3500 espectadores Árbitra: Volha Blotskaya |

| 5 de diciembre de 2023 | España                                                                | 5:3 (1:3) | Suecia                                              | La Rosaleda, Málaga, España                              |                                                          |
| 19:00 (CET)            | - Paralluelo 11' - Del Castillo 51' - Caldentey 78', 89' - Fiamma 81' | Reporte   | - Zigiotti Olme 1' - Asllani 14' - Blackstenius 29' | Asistencia: 15 896 espectadores Árbitra: Kateryna Monzul | Asistencia: 15 896 espectadores Árbitra: Kateryna Monzul |

### Fase final
Los emparejamientos y equipos locales se determinarán mediante sorteo abierto el 11 de diciembre de 2023. No habrá equipos clasificados para el sorteo de semifinales, cuyo procedimiento se confirmará oportunamente. Para cada emparejamiento de semifinales, el equipo sorteado primero juega la eliminatoria en casa.

#### Equipos clasificados
Los cuatro ganadores de grupo de la Liga A clasificaron al Final Four de la Liga de Naciones Femenina.
| Liga A | Equipo       | Posición FIFA (diciembre de 2023) |
| ------ | ------------ | --------------------------------- |
| A1     | Países Bajos | 7.º                               |
| A2     | Francia      | 3.º                               |
| A3     | Alemania     | 6.º                               |
| A4     | España       | 1.º                               |

#### Cuadro
- El sorteo para definir las semifinales tuvo lugar el 11 de diciembre de 2023 en Nyon, Suiza.[9]

|  | Semifinales                                      | Semifinales |                                                 |   | Final | Final |
|  |                                                  |             |                                                 |   |       |       |
|  | 23 de febrero – Estadio de La Cartuja (Sevilla)  |             |                                                 |   |       |       |
|  |                                                  |             |                                                 |   |       |       |
|  | España                                           | 3           |                                                 |   |       |       |
|  | España                                           | 3           | 28 de febrero – Estadio de La Cartuja (Sevilla) |   |       |       |
|  | Países Bajos                                     | 0           |                                                 |   |       |       |
|  | Países Bajos                                     | 0           | España                                          | 2 |       |       |
|  | 23 de febrero – OL Stadium, (Décines-Charpieu)   |             | España                                          | 2 |       |       |
|  |                                                  | Francia     | 0                                               |   |       |       |
|  | Francia                                          | Francia     | 0                                               | 2 |       |       |
|  | Francia                                          |             |                                                 | 2 |       |       |
|  | Alemania                                         | 1           |                                                 |   |       |       |
|  | Alemania                                         | 1           | Partido por el tercer puesto                    |   |       |       |
|  |                                                  |             |                                                 |   |       |       |
|  | 28 de febrero – Abe Lenstra Stadion (Heerenveen) |             |                                                 |   |       |       |
|  |                                                  |             |                                                 |   |       |       |
|  | Países Bajos                                     | 0           |                                                 |   |       |       |
|  | Países Bajos                                     | 0           |                                                 |   |       |       |
|  | Alemania                                         | 2           |                                                 |   |       |       |

### Semifinal
- España clasificó a los Juegos Olímpicos de París 2024.

| 23 de febrero de 2024, 21:00 | España                                   | 3:0 (2:0) | Países Bajos | Estadio de La Cartuja, Sevilla, España                                         |                                                                                |
| 21:00 (CEST)                 | - Hermoso 40' - Bonmatí 44' - Batlle 76' | Reporte   |              | Asistencia: 21 856 espectadores Árbitra: Rebecca Welch VAR: Tomasz Kwiatkowski | Asistencia: 21 856 espectadores Árbitra: Rebecca Welch VAR: Tomasz Kwiatkowski |

| 23 de febrero de 2024, 21:00 | Francia                              | 2:1 (2:0) | Alemania           | Parc Olympique Lyonnais, Décines-Charpieu, Francia                          |                                                                             |
| 21:00 (CEST)                 | - Diani 41' - Karchaoui 45+4' (pen.) | Reporte   | - 82' (pen.) Gwinn | Asistencia: 30 267 espectadores Árbitra: Esther Staubli VAR: Sandro Schärer | Asistencia: 30 267 espectadores Árbitra: Esther Staubli VAR: Sandro Schärer |

#### Tercer puesto
Alemania se clasificó a los Juegos Olímpicos de París 2024.
| 28 de febrero de 2024, 20:45 | Países Bajos | 0:2 (0:0) | Alemania                  | Abe Lenstra Stadion, Heerenveen, Países Bajos                                   |                                                                                 |
|                              |              | Reporte   | - 66' Bühl - 78' Schüller | Asistencia: 21 128 espectadores Árbitra: Stéphanie Frappart VAR: Jérôme Brisard | Asistencia: 21 128 espectadores Árbitra: Stéphanie Frappart VAR: Jérôme Brisard |

### Final
| 28 de febrero de 2024, 19:00 | España                        | 2:0 (1:0) | Francia | Estadio de La Cartuja, Sevilla, España                                    |                                                                           |
| 19:00 (CEST)                 | - Bonmatí 32' - Caldentey 53' | Reporte   |         | Asistencia: 32 657 espectadores Árbitra: Tess Olofsson VAR: Rob Dieperink | Asistencia: 32 657 espectadores Árbitra: Tess Olofsson VAR: Rob Dieperink |

|                   |
| Bandera de España |
| Campeón España    |
| 1.er título       |

## Juegos Olímpicos 2024
El torneo reparte 2 plazas para el torneo olímpico de fútbol femenino de 2024, además de Francia, que se clasifica automáticamente al ser el país anfitrión. Los dos primeros clasificados sin contar a Francia disputarán el torneo.
Al ser Francia finalista, el tercer cupo va para el ganador del 3er puesto. 
| Bandera de Francia                | Bandera de España     | Bandera de Alemania   |
| Francia                           | España                | Alemania              |
| Clasificado: 13/09/17 (anfitrión) | Clasificado: 23/02/24 | Clasificado: 28/02/24 |

## Liga B
Ascendido a la Liga A.
     Clasificado a los playoffs por el ascenso.
     En zona de playoffs por la permanencia.
     Descendido a la Liga C.

### Grupo B1
| Equipo            | Pts | PJ | PG | PE | PP | GF | GC | Dif |
| ----------------- | --- | -- | -- | -- | -- | -- | -- | --- |
| Irlanda           | 18  | 6  | 6  | 0  | 0  | 20 | 2  | +18 |
| Hungría           | 8   | 6  | 2  | 2  | 2  | 11 | 9  | +2  |
| Irlanda del Norte | 7   | 6  | 2  | 1  | 3  | 9  | 13 | –4  |
| Albania           | 1   | 6  | 0  | 1  | 5  | 2  | 18 | –16 |

| 22 de septiembre de 2023 | Albania      | 1:1 (1:0) | Hungría      | Estadio Loro Boriçi, Shkodër, Albania                    |                                                          |
| 17:00 (CEST)             | Krasniqi 27' | Reporte   | 74' Fenyvesi | Asistencia: 1210 espectadores Árbitra: Veronika Kovářová | Asistencia: 1210 espectadores Árbitra: Veronika Kovářová |

| 23 de septiembre de 2023 | Irlanda                                | 3:0 (1:0) | Irlanda del Norte | Estadio Aviva, Dublín, Irlanda                             |                                                            |
| 14:00 (CEST)             | - Lu. Quinn 31' - Carusa 70' - Agg 85' | Reporte   |                   | Asistencia: 35 944 espectadores Árbitra: Hristiyana Guteva | Asistencia: 35 944 espectadores Árbitra: Hristiyana Guteva |

| 26 de septiembre de 2023 | Hungría | 0:4 (0:2) | Irlanda                                                | Estadio Nándor Hidegkuti, Budapest, Hungría             |                                                         |
| 19:30 (CEST)             |         | Reporte   | - 18' Hayes - 42' McCabe - 49' Carusa - 70' O'Sullivan | Asistencia: 1513 espectadores Árbitra: Zuzana Valentová | Asistencia: 1513 espectadores Árbitra: Zuzana Valentová |

| 26 de septiembre de 2023 | Irlanda del Norte | 1:0 (0:0) | Albania | Seaview, Belfast, Irlanda del Norte                             |                                                                 |
| 20:00 (CEST)             | - Wade 57'        | Reporte   |         | Asistencia: 1597 espectadores Árbitra: Zulema González González | Asistencia: 1597 espectadores Árbitra: Zulema González González |

| 27 de octubre de 2023 | Hungría                               | 3:2 (1:0) | Irlanda del Norte                  | Ménfői úti Stadion, Győr, Hungría                        |                                                          |
| 18:15 (CEST)          | - Szabó 18' - Süle 83' - Németh 90+4' | Reporte   | - 81' Hamilton - 89' (pen.) Magill | Asistencia: 332 espectadores Árbitra: Jurgita Mačikunytė | Asistencia: 332 espectadores Árbitra: Jurgita Mačikunytė |

| 27 de octubre de 2023 | Irlanda                                 | 5:1 (2:1) | Albania   | Estadio de Tallaght, Dublín, Irlanda |                             |
| 18:45 (CEST)          | - McCabe 4', 26', 81' - Carusa 56', 59' | Reporte   | - 7' Doçi | Árbitra: Lizzy Van Der Helm          | Árbitra: Lizzy Van Der Helm |

| 31 de octubre de 2023 | Albania | 0:1 (0:0) | Irlanda          | Estadio Loro Boriçi, Shkodër, Albania                    |                                                          |
| 18:00 (CET)           |         | Reporte   | - O'Sullivan 88' | Asistencia: 120 espectadores Árbitra: Araksya Saribekyan | Asistencia: 120 espectadores Árbitra: Araksya Saribekyan |

| 31 de octubre de 2023 | Irlanda del Norte | 1:1 (0:0) | Hungría      | Seaview, Belfast, Irlanda del Norte                   |                                                       |
| 20:00 (CET)           | - Maxwell 80'     | Reporte   | - Zeller 56' | Asistencia: 948 espectadores Árbitra: Jelena Pejković | Asistencia: 948 espectadores Árbitra: Jelena Pejković |

| 1 de diciembre de 2023 | Albania | 0:4 (0:1) | Irlanda del Norte                          | Arena Kombëtare, Tirana, Albania                    |                                                     |
| 17:00 (CET)            |         | Reporte   | - Magill 43', 46' - Maxwell 57' - Bell 85' | Asistencia: 600 espectadores Árbitra: Minka Vekkeli | Asistencia: 600 espectadores Árbitra: Minka Vekkeli |

| 1 de diciembre de 2023 | Irlanda            | 1:0 (0:0) | Hungría | Estadio de Tallaght, Dublín, Irlanda                  |                                                       |
| 20:30 (CET)            | Csiszár 65' (a.g.) | Reporte   |         | Asistencia: 6752 espectadores Árbitra: Shona Shukrula | Asistencia: 6752 espectadores Árbitra: Shona Shukrula |

| 5 de diciembre de 2023 | Hungría                                                        | 6:0 (4:0) | Albania | Estadio Nándor Hidegkuti, Budapest, Hungría           |                                                       |
| 19:00 (CET)            | - Csiszár 10', 43', 81' - Kaján 11' - Turányi 18' - Zeller 88' | Reporte   |         | Asistencia: 613 espectadores Árbitra: Karoline Wacker | Asistencia: 613 espectadores Árbitra: Karoline Wacker |

| 5 de diciembre de 2023 | Irlanda del Norte | 1:6 (0:2) | Irlanda                                                                           | Windsor Park, Belfast, Irlanda del Norte                 |                                                          |
| 19:00 (CET)            | Beattie 74'       | Reporte   | - 37' Lu. Quinn - 39' Payne - 47' Carusa - 50' McCabe - 61' Lo. Quinn - 86' Hayes | Asistencia: 9038 espectadores Árbitra: Veronika Kovarova | Asistencia: 9038 espectadores Árbitra: Veronika Kovarova |

### Grupo B2
| Equipo     | Pts | PJ | PG | PE | PP | GF | GC | Dif |
| ---------- | --- | -- | -- | -- | -- | -- | -- | --- |
| Finlandia  | 16  | 6  | 5  | 1  | 0  | 18 | 2  | +16 |
| Croacia    | 9   | 6  | 3  | 0  | 3  | 5  | 10 | –5  |
| Eslovaquia | 8   | 6  | 2  | 2  | 2  | 7  | 8  | –1  |
| Rumania    | 1   | 6  | 0  | 1  | 5  | 1  | 11 | –10 |

| 22 de septiembre de 2023 | Finlandia                                      | 4:0 (3:0) | Eslovaquia | Veritas Stadion, Turku, Finlandia                        |                                                          |
| 17:30 (CEST)             | - Sällström 5' - Rantala 23' - Kosola 45', 75' | Reporte   |            | Asistencia: 5062 espectadores Árbitra: Michèle Schmölzer | Asistencia: 5062 espectadores Árbitra: Michèle Schmölzer |

| 22 de septiembre de 2023 | Croacia                    | 2:1 (1:1) | Rumania  | Estadio Varteks, Varaždin, Croacia                  |                                                     |
| 20:15 (CEST)             | Rudelić 45+1' · Pezelj 55' | Reporte   | 30' Carp | Asistencia: 300 espectadores Árbitra: Maria Marotta | Asistencia: 300 espectadores Árbitra: Maria Marotta |

| 26 de septiembre de 2023 | Rumania | 0:1 (0:1) | Finlandia             | Estadio Arcul de Triumf, Bucarest, Rumania            |                                                       |
| 18:00 (CEST)             |         | Reporte   | - 17' (pen.) Summanen | Asistencia: 3176 espectadores Árbitra: Angelika Söder | Asistencia: 3176 espectadores Árbitra: Angelika Söder |

| 26 de septiembre de 2023 | Eslovaquia                              | 4:0 (2:0) | Croacia | NTC Senec, Senec, Eslovaquia                           |                                                        |
| 18:00 (CEST)             | - Hmírová 24', 60', 73' - Morávková 34' | Reporte   |         | Asistencia: 536 espectadores Árbitra: Alexandra Collin | Asistencia: 536 espectadores Árbitra: Alexandra Collin |

| 27 de octubre de 2023 | Finlandia                                           | 3:0 (1:0) | Croacia | Bolt Arena, Helsinki, Finlandia                            |                                                            |
| 17:45 (CEST)          | - Sällström 6' - Kunštek 65' (a.g.) - Franssi 90+3' | Reporte   |         | Asistencia: 7052 espectadores Árbitra: Désirée Grundbacher | Asistencia: 7052 espectadores Árbitra: Désirée Grundbacher |

| 27 de octubre de 2023 | Rumania | 0:0     | Eslovaquia | Estadio Arcul de Triumf, Bucarest, Rumania          |                                                     |
| 18:00 (CEST)          |         | Reporte |            | Asistencia: 2347 espectadores Árbitra: Eszter Urban | Asistencia: 2347 espectadores Árbitra: Eszter Urban |

| 31 de octubre de 2023 | Eslovaquia       | 1:0 (0:0) | Rumania | NTC Senec, Senec, Eslovaquia                           |                                                        |
| 15:30 (CET)           | - Mikolajová 64' | Reporte   |         | Asistencia: 419 espectadores Árbitra: Simona Ghisletta | Asistencia: 419 espectadores Árbitra: Simona Ghisletta |

| 31 de octubre de 2023 | Croacia | 0:2 (0:2) | Finlandia          | Estadio Šubićevac, Šibenik, Croacia                   |                                                       |
| 17:00 (CET)           |         | Reporte   | - Summanen 5', 12' | Asistencia: 235 espectadores Árbitra: Teresa Oliveira | Asistencia: 235 espectadores Árbitra: Teresa Oliveira |

| 30 de noviembre de 2023 | Finlandia                                                                        | 6:0 (3:0) | Rumania | Veritas Stadion, Turku, Finlandia                          |                                                            |
| 17:45 (CET)             | - Sällström 30', 41' - Öling 36' - Koivisto 72' - Sevenius 84' - Hartikainen 86' | Reporte   |         | Asistencia: 1342 espectadores Árbitra: Elvira Nurmustafina | Asistencia: 1342 espectadores Árbitra: Elvira Nurmustafina |

| 1 de diciembre de 2023 | Croacia                       | 2:0 (0:0) | Eslovaquia | Estadio Radnik, Velika Gorica, Croacia                  |                                                         |
| 18:00 (CET)            | - Krajinović 54' - Dordić 60' | Reporte   |            | Asistencia: 347 espectadores Árbitra: Hristiyana Guteva | Asistencia: 347 espectadores Árbitra: Hristiyana Guteva |

| 5 de diciembre de 2023 | Rumania | 0:1 (0:0) | Croacia     | Estadio Arcul de Triumf, Bucarest, Rumania |                       |
| 19:00 (CET)            |         | Reporte   | 81' Rudelić | Árbitra: Rasa Grigonė                      | Árbitra: Rasa Grigonė |

| 5 de diciembre de 2023 | Eslovaquia                      | 2:2 (1:1) | Finlandia                         | Estadio Anton Malatinský, Trnava, Eslovaquia |                          |
| 19:00 (CET)            | - Lemešová 32' - Mikolajová 61' | Reporte   | - 2' Pikkujämsä - 70' Peuhkurinen | Árbitra: Deborah Bianchi                     | Árbitra: Deborah Bianchi |

### Grupo B3
| Equipo  | Pts | PJ | PG | PE | PP | GF | GC | Dif |
| ------- | --- | -- | -- | -- | -- | -- | -- | --- |
| Polonia | 16  | 6  | 5  | 1  | 0  | 11 | 4  | +7  |
| Serbia  | 10  | 6  | 3  | 1  | 2  | 10 | 5  | +5  |
| Ucrania | 6   | 6  | 2  | 0  | 4  | 5  | 7  | –2  |
| Grecia  | 3   | 6  | 1  | 0  | 5  | 3  | 13 | –10 |

| 22 de septiembre de 2023 | Ucrania         | 1:2 (1:0) | Serbia                             | Estadio Kazimierz Deyna, Starogard Gdański, Polonia   |                                                       |
| 15:00 (CEST)             | - Ovdiychuk 20' | Reporte   | - 64' Čanković - 79' N. Damjanović | Asistencia: 173 espectadores Árbitra: Catarina Campos | Asistencia: 173 espectadores Árbitra: Catarina Campos |

| 22 de septiembre de 2023 | Grecia       | 1:3 (1:2) | Polonia                                 | Estadio Georgios Kamaras, Atenas, Grecia          |                                                   |
| 19:00 (CEST)             | - Markou 24' | Reporte   | - 2' Pajor - 39' Padilla - 82' Pawollek | Asistencia: 262 espectadores Árbitra: Réka Molnár | Asistencia: 262 espectadores Árbitra: Réka Molnár |

| 26 de septiembre de 2023 | Polonia          | 2:1 (1:0) | Ucrania       | Estadio Municipal, Gdynia, Polonia                         |                                                            |
| 18:00 (CEST)             | - Pajor 22', 67' | Reporte   | - 80' Shmatko | Asistencia: 4962 espectadores Árbitra: Elvira Nurmustafina | Asistencia: 4962 espectadores Árbitra: Elvira Nurmustafina |

| 26 de septiembre de 2023 | Serbia                                        | 4:0 (3:0) | Grecia | Sports Center of FA, Stara Pazova, Serbia                 |                                                           |
| 19:00 (CEST)             | - Ivanović 16', 44' - J. Damnjanović 32', 52' | Reporte   |        | Asistencia: 800 espectadores Árbitra: Désirée Grundbacher | Asistencia: 800 espectadores Árbitra: Désirée Grundbacher |

| 27 de octubre de 2023 | Grecia                          | 2:1 (1:1) | Ucrania       | Theodoros Vardinogiannis, Heraklion, Grecia           |                                                       |
| 16:00 (CEST)          | - Markou 36' - Spyridonidou 72' | Reporte   | - 3' Kalinina | Asistencia: 2500 espectadores Árbitra: Jana Van Laere | Asistencia: 2500 espectadores Árbitra: Jana Van Laere |

| 27 de octubre de 2023 | Polonia                            | 2:1 (2:0) | Serbia            | Estadio Municipal, Tychy, Polonia                       |                                                         |
| 18:45 (CEST)          | - Frajtović 17' (a.g.) - Pajor 42' | Reporte   | - 76' Damnjanović | Asistencia: 3840 espectadores Árbitra: Zuzana Valentová | Asistencia: 3840 espectadores Árbitra: Zuzana Valentová |

| 31 de octubre de 2023 | Ucrania            | 1:0 (1:0) | Grecia | Theodoros Vardinogiannis, Heraklion, Grecia              |                                                          |
| 16:00 (CET)           | - Apanaschenko 32' | Reporte   |        | Asistencia: 2001 espectadores Árbitra: Veronika Kovarova | Asistencia: 2001 espectadores Árbitra: Veronika Kovarova |

| 31 de octubre de 2023 | Serbia           | 1:1 (0:1) | Polonia       | Sports Center of FA, Stara Pazova, Serbia           |                                                     |
| 19:00 (CET)           | - Blagojević 52' | Reporte   | - Padilla 43' | Asistencia: 823 espectadores Árbitra: Galiya Echeva | Asistencia: 823 espectadores Árbitra: Galiya Echeva |

| 1 de diciembre de 2023 | Grecia | 0:2 (0:1) | Serbia                       | Theodoros Vardinogiannis, Heraklion, Grecia         |                                                     |
| 16:00 (CET)            |        | Reporte   | - Mijatović 45' - Poljak 89' | Asistencia: 1050 espectadores Árbitra: Gamze Durmuş | Asistencia: 1050 espectadores Árbitra: Gamze Durmuş |

| 1 de diciembre de 2023 | Ucrania | 0:1 (0:1) | Polonia         | Podkarpackie Centrum Piłki Nożnej, Stalowa Wola, Polonia   |                                                            |
| 18:00 (CET)            |         | Reporte   | - Achcińska 10' | Asistencia: 1944 espectadores Árbitra: Ana Maria Terteleac | Asistencia: 1944 espectadores Árbitra: Ana Maria Terteleac |

| 5 de diciembre de 2023 | Polonia                 | 2:0 (1:0) | Grecia | Zagłębiowski Park Sportowy, Sosnowiec, Polonia         |                                                        |
| 19:00 (CET)            | - Pajor 37' - Kozak 59' | Reporte   |        | Asistencia: 3694 espectadores Árbitra: Jelena Pejković | Asistencia: 3694 espectadores Árbitra: Jelena Pejković |

| 5 de diciembre de 2023 | Serbia | 0:1 (0:0) | Ucrania   | Sports Center of FA, Stara Pazova, Serbia           |                                                     |
| 19:00 (CET)            |        | Reporte   | 54' Hiryn | Asistencia: 500 espectadores Árbitra: Katalin Sipos | Asistencia: 500 espectadores Árbitra: Katalin Sipos |

### Grupo B4
| Equipo               | Pts | PJ | PG | PE | PP | GF | GC | Dif |
| -------------------- | --- | -- | -- | -- | -- | -- | -- | --- |
| República Checa      | 13  | 6  | 4  | 1  | 1  | 11 | 4  | +7  |
| Bosnia y Herzegovina | 11  | 6  | 3  | 2  | 1  | 8  | 6  | +2  |
| Eslovenia            | 6   | 6  | 1  | 3  | 2  | 4  | 9  | –5  |
| Bielorrusia          | 2   | 6  | 0  | 2  | 4  | 3  | 7  | –4  |

| 22 de septiembre de 2023 | Eslovenia | 0:2 (0:1) | República Checa                 | Estadio Matija Gubec, Krško, Eslovenia                |                                                       |
| 16:00 (CEST)             |           | Reporte   | - 38' Pochmanová - 86' Cahynová | Asistencia: 233 espectadores Árbitra: Jelena Pejković | Asistencia: 233 espectadores Árbitra: Jelena Pejković |

| 22 de septiembre de 2023 | Bielorrusia  | 1:2 (1:1) | Bosnia y Herzegovina     | Ménfői úti Stadion, Győr, Hungría                 |                                                   |
| 21:00 (CEST)             | - Linnik 14' | Reporte   | - 6' Jelčić - 87' Gavrić | Asistencia: 0 espectadores Árbitra: Abigail Byrne | Asistencia: 0 espectadores Árbitra: Abigail Byrne |

| 26 de septiembre de 2023 | Bosnia y Herzegovina | 1:1 (1:0) | Eslovenia  | FF BH Football Training Centre, Zenica, Bosnia y Herzegovina |                                                    |
| 16:00 (CEST)             | - Nikolić 40'        | Reporte   | - 59' Zver | Asistencia: 598 espectadores Árbitra: Rasa Grigonė           | Asistencia: 598 espectadores Árbitra: Rasa Grigonė |

| 26 de septiembre de 2023 | República Checa               | 2:1 (2:0) | Bielorrusia  | Estadio Radnik, Velika Gorica, Croacia           |                                                  |
| 17:00 (CEST)             | - Kotrčová 28' - Cahynová 33' | Reporte   | - 55' Valiuk | Asistencia: 0 espectadores Árbitra: Reelika Turi | Asistencia: 0 espectadores Árbitra: Reelika Turi |

| 27 de octubre de 2023 | Bosnia y Herzegovina | 1:0 (0:0) | República Checa | FF BH Football Training Centre, Zenica, Bosnia y Herzegovina |                                                            |
| 14:30 (CEST)          | - Krajnić 88'        | Reporte   |                 | Asistencia: 230 espectadores Árbitra: Anastasia Mylopoulou   | Asistencia: 230 espectadores Árbitra: Anastasia Mylopoulou |

| 27 de octubre de 2023 | Bielorrusia    | 1:1 (0:1) | Eslovenia               | Estadio Ferenc Szusza, Budapest, Hungría                |                                                         |
| 20:00 (CEST)          | - Linnik 90+3' | Reporte   | - 16' (a.g.) Kubichnaya | Asistencia: 0 espectadores Árbitra: Elvira Nurmustafina | Asistencia: 0 espectadores Árbitra: Elvira Nurmustafina |

| 31 de octubre de 2023 | República Checa           | 2:2 (1:1) | Bosnia y Herzegovina | Malšovická aréna, Hradec Králové, República Checa    |                                                      |
| 17:00 (CET)           | - Dubcová 31' - Černá 67' | Reporte   | - Nikolić 6', 51'    | Asistencia: 7488 espectadores Árbitra: Maria Marotta | Asistencia: 7488 espectadores Árbitra: Maria Marotta |

| 31 de octubre de 2023 | Eslovenia | 0:0     | Bielorrusia | Fazanerija City Stadium, Murska Sobota, Eslovenia  |                                                    |
| 17:30 (CET)           |           | Reporte |             | Asistencia: 342 espectadores Árbitra: Kirsty Dowle | Asistencia: 342 espectadores Árbitra: Kirsty Dowle |

| 1 de diciembre de 2023 | Eslovenia        | 2:1 (0:1) | Bosnia y Herzegovina | Estadio SRC Bonifika, Koper, Eslovenia                   |                                                          |
| 18:00 (CET)            | Kuštrin 74', 77' | Reporte   | Jelčić 20'           | Asistencia: 488 espectadores Árbitra: Lizzy Van Der Helm | Asistencia: 488 espectadores Árbitra: Lizzy Van Der Helm |

| 2 de diciembre de 2023 | Bielorrusia | 0:1 (0:1) | República Checa | Ménfői úti Stadion, Győr, Hungría                     |                                                       |
| 11:30 (CET)            |             | Reporte   | Dubcová 45'     | Asistencia: 0 espectadores Árbitra: Jelena Medjedovic | Asistencia: 0 espectadores Árbitra: Jelena Medjedovic |

| 5 de diciembre de 2023 | Bosnia y Herzegovina | 1:0 (1:0) | Bielorrusia | FF BH Football Training Centre, Zenica, Bosnia y Herzegovina |                                                    |
| 19:00 (CET)            | Gačanica 17'         | Reporte   |             | Asistencia: 423 espectadores Árbitra: Deborah Anex           | Asistencia: 423 espectadores Árbitra: Deborah Anex |

| 5 de diciembre de 2023 | República Checa                                        | 4:0 (2:0) | Eslovenia | CFIG Arena, Pardubice, República Checa                |                                                       |
| 19:00 (CET)            | - Dubcová 12' - Černá 30' - Stašková 59' - Khýrová 69' | Reporte   |           | Asistencia: 1001 espectadores Árbitra: Emanuela Rusta | Asistencia: 1001 espectadores Árbitra: Emanuela Rusta |

### Ranking de terceros puestos
| Equipo            | Pts | PJ | PG | PE | PP | GF | GC | Dif |
| ----------------- | --- | -- | -- | -- | -- | -- | -- | --- |
| Irlanda del Norte | 8   | 6  | 2  | 2  | 2  | 7  | 8  | –1  |
| Eslovaquia        | 7   | 6  | 2  | 1  | 3  | 9  | 13 | –4  |
| Ucrania           | 6   | 6  | 2  | 0  | 4  | 5  | 7  | –2  |
| Eslovenia         | 6   | 6  | 1  | 3  | 2  | 4  | 9  | –5  |

     Clasificado a los playoffs por la permanencia.
     Descendido a la Liga C.

## Liga C
Ascendido a la Liga B.
     En zona de playoffs por el ascenso.

### Grupo C1
| Equipo   | Pts | PJ | PG | PE | PP | GF | GC | Dif |
| -------- | --- | -- | -- | -- | -- | -- | -- | --- |
| Malta    | 16  | 6  | 5  | 1  | 0  | 13 | 1  | +12 |
| Letonia  | 10  | 6  | 3  | 1  | 2  | 17 | 6  | +11 |
| Andorra  | 4   | 6  | 1  | 1  | 4  | 2  | 17 | –15 |
| Moldavia | 3   | 6  | 0  | 3  | 3  | 4  | 12 | –8  |

| 22 de septiembre de 2023 | Letonia | 0:1 (0:0) | Malta      | Estadio Sloka, Jūrmala, Letonia                      |                                                      |
| 15:30 (CEST)             |         | Reporte   | 83' Bugeja | Asistencia: 311 espectadores Árbitra: Jana Van Laere | Asistencia: 311 espectadores Árbitra: Jana Van Laere |

| 22 de septiembre de 2023 | Moldavia    | 1:2 (1:1) | Andorra                         | Complejo Deportivo Regional, Orhei, Moldavia         |                                                      |
| 17:00 (CEST)             | - Topal 17' | Reporte   | - 28' Fernández - 77' Del Barco | Asistencia: 200 espectadores Árbitra: Marina Zechner | Asistencia: 200 espectadores Árbitra: Marina Zechner |

| 26 de septiembre de 2023 | Andorra | 0:4 (0:4) | Letonia                                   | Estadio Nacional, Andorra la Vieja                       |                                                          |
| 19:00 (CEST)             |         | Reporte   | - 15', 26', 45+4' Miksone - 36' Zaičikova | Asistencia: 813 espectadores Árbitra: Nanna Løf Andersen | Asistencia: 813 espectadores Árbitra: Nanna Løf Andersen |

| 26 de septiembre de 2023 | Malta             | 2:0 (0:0) | Moldavia | Centenary Stadium, Ta' Qali, Malta                      |                                                         |
| 20:00 (CEST)             | - Bugeja 46', 58' | Reporte   |          | Asistencia: 674 espectadores Árbitra: Michaela Pachtová | Asistencia: 674 espectadores Árbitra: Michaela Pachtová |

| 27 de octubre de 2023 | Letonia                                                | 5:0 (2:0) | Moldavia | Centro Olímpico Zemgales, Jelgava, Letonia           |                                                      |
| 13:30 (CEST)          | - Suvitra 34', 39' - Ševcova 64' - Poļuhoviča 74', 76' | Reporte   |          | Asistencia: 137 espectadores Árbitra: Eirini Pingiou | Asistencia: 137 espectadores Árbitra: Eirini Pingiou |

| 27 de octubre de 2023 | Malta                                                                 | 5:0 (2:0) | Andorra | Centenary Stadium, Ta' Qali, Malta                   |                                                      |
| 20:00 (CEST)          | - Bugeja 17', 46' - S. Farrugia 23' - M. Farrugia 74' - Cuschieri 77' | Reporte   |         | Asistencia: 682 espectadores Árbitra: Meliz Özçiğdem | Asistencia: 682 espectadores Árbitra: Meliz Özçiğdem |

| 31 de octubre de 2023 | Moldavia                                     | 3:3 (1:0) | Letonia                                     | Estadio Zimbru, Chisináu, Moldavia                            |                                                               |
| 17:00 (CET)           | - Guțu 29' - Colesnicenco 53' - Cojuhari 78' | Reporte   | - Miksone 50', 90+1' (pen.) - Voitāne 90+6' | Asistencia: 300 espectadores Árbitra: Frederikke Lydia Søkjær | Asistencia: 300 espectadores Árbitra: Frederikke Lydia Søkjær |

| 31 de octubre de 2023 | Andorra | 0:3 (0:3) | Malta                         | Estadio Nacional, Andorra la Vieja                   |                                                      |
| 19:00 (CET)           |         | Reporte   | - Bugeja 36', 40', 43' (pen.) | Asistencia: 603 espectadores Árbitra: Sofik Torosyan | Asistencia: 603 espectadores Árbitra: Sofik Torosyan |

| 1 de diciembre de 2023 | Letonia                                  | 4:0 (2:0) | Andorra | LNK Sporta Parks, Riga, Letonia                        |                                                        |
| 12:00 (CET)            | - Ševcova 42', 45', 47' - Poļuhoviča 68' | Reporte   |         | Asistencia: 69 espectadores Árbitra: Silvia Gasperotti | Asistencia: 69 espectadores Árbitra: Silvia Gasperotti |

| 1 de diciembre de 2023 | Moldavia | 0:0     | Malta | Estadio Zimbru, Chisináu, Moldavia                    |                                                       |
| 15:00 (CET)            |          | Reporte |       | Asistencia: 353 espectadores Árbitra: Louise Thompson | Asistencia: 353 espectadores Árbitra: Louise Thompson |

| 5 de diciembre de 2023 | Andorra | 0:0     | Moldavia | Estadio Nacional, Andorra la Vieja                      |                                                         |
| 16:00 (CET)            |         | Reporte |          | Asistencia: 156 espectadores Árbitra: Ioanna Allayiotou | Asistencia: 156 espectadores Árbitra: Ioanna Allayiotou |

| 5 de diciembre de 2023 | Malta                          | 2:1 (0:0) | Letonia            | Centenary Stadium, Ta' Qali, Malta                 |                                                    |
| 16:00 (CET)            | - Willis 58' - M. Farrugia 73' | Reporte   | 50' (pen.) Miksone | Asistencia: 1008 espectadores Árbitra: Rita Vehapi | Asistencia: 1008 espectadores Árbitra: Rita Vehapi |

### Grupo C2
| Equipo     | Pts | PJ | PG | PE | PP | GF | GC | Dif |
| ---------- | --- | -- | -- | -- | -- | -- | -- | --- |
| Turquía    | 18  | 6  | 6  | 0  | 0  | 16 | 0  | +16 |
| Lituania   | 5   | 6  | 1  | 2  | 3  | 4  | 9  | –5  |
| Luxemburgo | 5   | 6  | 1  | 2  | 3  | 6  | 11 | –5  |
| Georgia    | 5   | 6  | 1  | 2  | 3  | 5  | 11 | –6  |

| 22 de septiembre de 2023 | Lituania | 0:2 (0:2) | Luxemburgo                                | Estadio Central, Jonava, Lituania                  |                                                    |
| 16:00 (CEST)             |          | Reporte   | - 8' Thompson - 15' (pen.) Estévez García | Asistencia: 470 espectadores Árbitra: Lotta Vuorio | Asistencia: 470 espectadores Árbitra: Lotta Vuorio |

| 22 de septiembre de 2023 | Georgia | 0:3 (0:2) | Turquía                             | Estadio Mikheil Meskhi, Tiflis, Georgia             |                                                     |
| 16:00 (CEST)             |         | Reporte   | - 5' Cin - 41' Sadıkoğlu - 71' Uraz | Asistencia: 800 espectadores Árbitra: Audrey Gerbel | Asistencia: 800 espectadores Árbitra: Audrey Gerbel |

| 26 de septiembre de 2023 | Turquía                       | 2:0 (1:0) | Lituania | Estadio Elazığ Atatürk, Elazığ, Turquía            |                                                    |
| 17:00 (CEST)             | - Sadıkoğlu 29' - Civelek 85' | Reporte   |          | Asistencia: 6700 espectadores Árbitra: Rita Vehapi | Asistencia: 6700 espectadores Árbitra: Rita Vehapi |

| 26 de septiembre de 2023 | Luxemburgo      | 1:1 (1:1) | Georgia         | Stade Émile Mayrisch, Esch-sur-Alzette, Luxemburgo   |                                                      |
| 19:30 (CEST)             | - Magalhães 34' | Reporte   | - 27' Cheminava | Asistencia: 546 espectadores Árbitra: Eirini Pingiou | Asistencia: 546 espectadores Árbitra: Eirini Pingiou |

| 27 de octubre de 2023 | Lituania | 0:0     | Georgia | Estadio LFF, Vilna, Lituania                     |                                                  |
| 16:00 (CEST)          |          | Reporte |         | Asistencia: 83 espectadores Árbitra: Zoe Stavrou | Asistencia: 83 espectadores Árbitra: Zoe Stavrou |

| 27 de octubre de 2023 | Luxemburgo | 0:4 (0:2) | Turquía                                                   | Stade Émile Mayrisch, Esch-sur-Alzette, Luxemburgo    |                                                       |
| 19:30 (CEST)          |            | Reporte   | - 21', 45+2' Sadıkoğlu - 52' (pen.) Topçu - 84' Karabulut | Asistencia: 686 espectadores Árbitra: Miriama Bočková | Asistencia: 686 espectadores Árbitra: Miriama Bočková |

| 31 de octubre de 2023 | Georgia | 0:3 (0:1) | Lituania                                              | Estadio Mikheil Meskhi, Tiflis, Georgia                  |                                                          |
| 16:00 (CET)           |         | Reporte   | - Grikšaitė 21' - Vaitukaitytė 58' - Giržutaitė 90+3' | Asistencia: 793 espectadores Árbitra: Cristina Trandafir | Asistencia: 793 espectadores Árbitra: Cristina Trandafir |

| 31 de octubre de 2023 | Turquía         | 1:0 (1:0) | Luxemburgo | Estadio Çorum Şehir, Çorum, Turquía                        |                                                            |
| 17:00 (CET)           | - Sadıkoğlu 14' | Reporte   |            | Asistencia: 12 130 espectadores Árbitra: Maral Mirzai Beni | Asistencia: 12 130 espectadores Árbitra: Maral Mirzai Beni |

| 1 de diciembre de 2023 | Georgia                                                          | 4:2 (0:2) | Luxemburgo                   | Estadio Mikheil Meskhi, Tiflis, Georgia         |                                                 |
| 14:00 (CET)            | - Bakradze 66' - Tchkonia 79' - Pasikashvili 86' - Danelia 90+7' | Reporte   | - Machado 19' - Thompson 26' | Asistencia: 375 espectadores Árbitra: Lisa Benn | Asistencia: 375 espectadores Árbitra: Lisa Benn |

| 1 de diciembre de 2023 | Lituania | 0:4 (0:2) | Turquía                                                    | Estadio LFF, Vilna, Lituania                       |                                                    |
| 16:00 (CET)            |          | Reporte   | - Hız 10' - Uraz 20' - Neverdauskaitė 53' (a.g.) - Çal 89' | Asistencia: 50 espectadores Árbitra: Olivia Tschon | Asistencia: 50 espectadores Árbitra: Olivia Tschon |

| 5 de diciembre de 2023 | Luxemburgo    | 1:1 (1:0) | Lituania       | Stade Municipal, Differdange, Luxemburgo                  |                                                           |
| 16:00 (CET)            | Magalhães 26' | Reporte   | 86' Giržutaitė | Asistencia: 283 espectadores Árbitra: Franziska Wildfeuer | Asistencia: 283 espectadores Árbitra: Franziska Wildfeuer |

| 5 de diciembre de 2023 | Turquía                  | 2:0 (2:0) | Georgia | Mersin Arena, Mersin, Turquía                             |                                                           |
| 16:00 (CET)            | - Hız 26' - Türkoğlu 41' | Reporte   |         | Asistencia: 4837 espectadores Árbitra: Jelena Jermolajeva | Asistencia: 4837 espectadores Árbitra: Jelena Jermolajeva |

### Grupo C3
| Equipo      | Pts | PJ | PG | PE | PP | GF | GC | Dif |
| ----------- | --- | -- | -- | -- | -- | -- | -- | --- |
| Azerbaiyán  | 16  | 6  | 5  | 1  | 0  | 9  | 2  | +7  |
| Montenegro  | 12  | 6  | 4  | 0  | 2  | 14 | 4  | +10 |
| Chipre      | 7   | 6  | 2  | 1  | 3  | 3  | 6  | –3  |
| Islas Feroe | 0   | 6  | 0  | 0  | 6  | 1  | 15 | –14 |

| 22 de septiembre de 2023 | Azerbaiyán    | 1:1 (0:0) | Chipre          | Dalga Arena, Bakú, Azerbaiyán                       |                                                     |
| 15:00 (CEST)             | Jafarzade 46' | Reporte   | 66' Aristodimou | Asistencia: 165 espectadores Árbitra: Elena Gobjila | Asistencia: 165 espectadores Árbitra: Elena Gobjila |

| 22 de septiembre de 2023 | Islas Feroe | 0:1 (0:1) | Montenegro | Tórsvøllur, Tórshavn, Islas Feroe                       |                                                         |
| 19:00 (CEST)             |             | Reporte   | 21' Kuč    | Asistencia: 963 espectadores Árbitra: Briet Bragadóttir | Asistencia: 963 espectadores Árbitra: Briet Bragadóttir |

| 26 de septiembre de 2023 | Chipre        | 1:0 (0:0) | Islas Feroe | Estadio Dasaki, Achna, Chipre                             |                                                           |
| 18:00 (CEST)             | - Violari 65' | Reporte   |             | Asistencia: 220 espectadores Árbitra: Maika Vanderstichel | Asistencia: 220 espectadores Árbitra: Maika Vanderstichel |

| 26 de septiembre de 2023 | Montenegro | 0:1 (0:0) | Azerbaiyán   | Estadio Stari Ribnjak, Podgorica, Montenegro            |                                                         |
| 18:00 (CEST)             |            | Reporte   | - 84' Parlak | Asistencia: 250 espectadores Árbitra: Maral Mirzai Beni | Asistencia: 250 espectadores Árbitra: Maral Mirzai Beni |

| 27 de octubre de 2023 | Islas Feroe        | 1:2 (0:1) | Azerbaiyán                       | Við Djúpumýrar, Klaksvík, Islas Feroe                    |                                                          |
| 15:00 (CEST)          | - Christiansen 83' | Reporte   | - 30' Bakarandze - 50' Mollayeva | Asistencia: 430 espectadores Árbitra: Jelena Jermolajeva | Asistencia: 430 espectadores Árbitra: Jelena Jermolajeva |

| 27 de octubre de 2023 | Chipre | 0:2 (0:1) | Montenegro                | Estadio Dasaki, Achna, Chipre                        |                                                      |
| 17:00 (CEST)          |        | Reporte   | - 22' Kuč - 73' Šaranović | Asistencia: 200 espectadores Árbitra: Kateryna Usova | Asistencia: 200 espectadores Árbitra: Kateryna Usova |

| 31 de octubre de 2023 | Azerbaiyán                                  | 3:0 (0:0) | Montenegro | Dalga Arena, Bakú, Azerbaiyán                             |                                                           |
| 13:00 (CET)           | - Mollayeva 58' - Parlak 62' - Ahmadova 84' | Reporte   |            | Asistencia: 145 espectadores Árbitra: Anastasiya Romanyuk | Asistencia: 145 espectadores Árbitra: Anastasiya Romanyuk |

| 31 de octubre de 2023 | Islas Feroe | 0:1 (0:1) | Chipre        | Tórsvøllur, Tórshavn, Islas Feroe                    |                                                      |
| 19:00 (CET)           |             | Reporte   | - Violari 33' | Asistencia: 530 espectadores Árbitra: Vivian Peeters | Asistencia: 530 espectadores Árbitra: Vivian Peeters |

| 1 de diciembre de 2023 | Montenegro                                                                                               | 9:0 (3:0) | Islas Feroe | Estadio Podgorica City, Podgorica, Montenegro       |                                                     |
| 13:00 (CET)            | - Bulatović 8', 63' - Kuč 9', 18' - Christiansen 55' (a.g.) - Djoković 67', 90+3' - Vujadinović 73', 84' | Reporte   |             | Asistencia: 75 espectadores Árbitra: Marina Zechner | Asistencia: 75 espectadores Árbitra: Marina Zechner |

| 1 de diciembre de 2023 | Chipre | 0:1 (0:1) | Azerbaiyán     | Estadio Alphamega, Limassol, Chipre                     |                                                         |
| 18:00 (CET)            |        | Reporte   | - Mammadova 8' | Asistencia: 283 espectadores Árbitra: Caroline Lanssens | Asistencia: 283 espectadores Árbitra: Caroline Lanssens |

| 5 de diciembre de 2023 | Azerbaiyán      | 1:0 (0:0) | Islas Feroe | Dalga Arena, Bakú, Azerbaiyán                          |                                                        |
| 16:00 (CET)            | Mirzaliyeva 68' | Reporte   |             | Asistencia: 200 espectadores Árbitra: Lovisa Johansson | Asistencia: 200 espectadores Árbitra: Lovisa Johansson |

| 5 de diciembre de 2023 | Montenegro                | 2:0 (0:0) | Chipre | Estadio Stari Ribnjak, Podgorica, Montenegro         |                                                      |
| 16:00 (CET)            | - Bulatović 46' - Kuč 76' | Reporte   |        | Asistencia: 90 espectadores Árbitra: Teresa Oliveira | Asistencia: 90 espectadores Árbitra: Teresa Oliveira |

### Grupo C4
| Equipo     | Pts | PJ | PG | PE | PP | GF | GC | Dif |
| ---------- | --- | -- | -- | -- | -- | -- | -- | --- |
| Israel     | 16  | 6  | 5  | 1  | 0  | 21 | 2  | +19 |
| Estonia    | 10  | 6  | 3  | 1  | 2  | 11 | 11 | 0   |
| Kazajistán | 8   | 6  | 2  | 2  | 2  | 6  | 5  | +1  |
| Armenia    | 0   | 6  | 0  | 0  | 6  | 5  | 25 | –20 |

| 22 de septiembre de 2023 | Estonia | 0:0     | Kazajistán | Tamme Stadium, Tartu, Estonia                           |                                                         |
| 17:00 (CEST)             |         | Reporte |            | Asistencia: 334 espectadores Árbitra: Caroline Lanssens | Asistencia: 334 espectadores Árbitra: Caroline Lanssens |

| 26 de septiembre de 2023 | Armenia        | 1:2 (0:1) | Kazajistán                            | Estadio Academia, Armavir, Armenia                  |                                                     |
| 14:00 (CEST)             | - Asatryan 54' | Reporte   | - 27' Turlybekova - 57' Orynbassarova | Asistencia: 350 espectadores Árbitra: Vera Opeykina | Asistencia: 350 espectadores Árbitra: Vera Opeykina |

| 26 de septiembre de 2023 | Estonia | 0:5 (0:2) | Israel                                                                      | Tamme Stadium, Tartu, Estonia                   |                                                 |
| 18:00 (CEST)             |         | Reporte   | - 7' Sharabi - 17' Shtainshnaider - 60' Selimhodzic - 75' Kats - 90+2' Beck | Asistencia: 337 espectadores Árbitra: Lisa Benn | Asistencia: 337 espectadores Árbitra: Lisa Benn |

| 27 de octubre de 2023 | Armenia         | 1:4 (0:1) | Estonia                               | Estadio Republicano Vazgen Sargsyan, Ereván, Armenia |                                                    |
| 17:30 (CEST)          | - Ghukasyan 70' | Reporte   | - 25', 48', 60' Tammik - 64' Treiberg | Asistencia: 120 espectadores Árbitra: Lotta Vuorio   | Asistencia: 120 espectadores Árbitra: Lotta Vuorio |

| 31 de octubre de 2023 | Estonia                                              | 5:1 (3:0) | Armenia       | A. Le Coq Arena, Tallín, Estonia                    |                                                     |
| 17:00 (CET)           | - Tammik 8', 90+2' - Treiberg 23', 38' - Himanen 76' | Reporte   | - Pizlova 56' | Asistencia: 342 espectadores Árbitra: Elena Gobjila | Asistencia: 342 espectadores Árbitra: Elena Gobjila |

| 23 de noviembre de 2023 | Kazajistán | 0:2 (0:2) | Israel                  | Global Football Park, Telki, Hungría             |                                                  |
| 13:00 (CET)             |            | Reporte   | - 14' Awal - 38' Avital | Asistencia: 0 espectadores Árbitra: Jelena Kumer | Asistencia: 0 espectadores Árbitra: Jelena Kumer |

| 26 de noviembre de 2023 | Israel | 0:0     | Kazajistán | Global Football Park, Telki, Hungría             |                                                  |
| 13:00 (CET)             |        | Reporte |            | Asistencia: 20 espectadores Árbitra: Cansu Tryak | Asistencia: 20 espectadores Árbitra: Cansu Tryak |

| 29 de noviembre de 2023 | Armenia | 0:4 (0:0) | Israel                                     | Estadio Academia, Armavir, Armenia                            |                                                               |
| 12:00 (CET)             |         | Reporte   | - Sommer 55' - Beck 67', 86', 90+2' (pen.) | Asistencia: 150 espectadores Árbitra: Frederikke Lydia Søkjær | Asistencia: 150 espectadores Árbitra: Frederikke Lydia Søkjær |

| 1 de diciembre de 2023 | Kazajistán | 0:1 (0:1) | Estonia        | Astana Arena, Astaná, Kazajistán                   |                                                    |
| 15:00 (CET)            |            | Reporte   | - Bannikova 7' | Asistencia: 386 espectadores Árbitra: Kirsty Dowle | Asistencia: 386 espectadores Árbitra: Kirsty Dowle |

| 2 de diciembre de 2023 | Israel                                                                                  | 6:1 (3:1) | Armenia         | Estadio Republicano Vazgen Sargsyan, Ereván, Armenia     |                                                          |
| 12:00 (CET)            | - Almasri 22' - M. Karapetyan 33' (a.g.) - Beck 43', 59' - Avital 45' - Selimhodzic 72' | Reporte   | - Dallakyan 57' | Asistencia: 110 espectadores Árbitra: Irena Velevačkoska | Asistencia: 110 espectadores Árbitra: Irena Velevačkoska |

| 5 de diciembre de 2023 | Israel                           | 4:1 (2:0) | Estonia    | Global Football Park, Telki, Hungría                    |                                                         |
| 16:00 (CET)            | - Beck 3', 47', 55' - Elinav 39' | Reporte   | 80' Tammik | Asistencia: 3 espectadores Árbitra: Maïka Vanderstichel | Asistencia: 3 espectadores Árbitra: Maïka Vanderstichel |

| 5 de diciembre de 2023 | Kazajistán                                                  | 4:1 (1:0) | Armenia      | Astana Arena, Astaná, Kazajistán                         |                                                          |
| 16:00 (CET)            | - Myasnikova 40', 58' - Gaistenova 48' - Kulmagambetova 71' | Reporte   | 68' Portnova | Asistencia: 237 espectadores Árbitra: Jurgita Mačikunytė | Asistencia: 237 espectadores Árbitra: Jurgita Mačikunytė |

### Grupo C5
| Equipo              | Pts | PJ | PG | PE | PP | GF | GC | Dif |
| ------------------- | --- | -- | -- | -- | -- | -- | -- | --- |
| Kosovo              | 10  | 4  | 3  | 1  | 0  | 10 | 2  | +8  |
| Bulgaria            | 5   | 4  | 1  | 2  | 1  | 4  | 7  | –3  |
| Macedonia del Norte | 1   | 4  | 0  | 1  | 3  | 3  | 8  | –5  |

| 22 de septiembre de 2023 | Macedonia del Norte | 0:1 (0:1) | Bulgaria    | Petar Miloševski Training Centre, Skopie, Macedonia del Norte |                                                        |
| 15:00 (CEST)             |                     | Reporte   | 4' Stankova | Asistencia: 200 espectadores Árbitra: Miriama Matulová        | Asistencia: 200 espectadores Árbitra: Miriama Matulová |

| 26 de septiembre de 2023 | Bulgaria | 0:0     | Kosovo | Estadio Lokomotiv, Plovdiv, Bulgaria                   |                                                        |
| 17:00 (CEST)             |          | Reporte |        | Asistencia: 223 espectadores Árbitra: Lovisa Johansson | Asistencia: 223 espectadores Árbitra: Lovisa Johansson |

| 27 de octubre de 2023 | Macedonia del Norte | 0:2 (0:2) | Kosovo                   | Petar Miloševski Training Centre, Skopie, Macedonia del Norte |                                                         |
| 13:00 (CEST)          |                     | Reporte   | - 20' Limani - 41' Metaj | Asistencia: 170 espectadores Árbitra: Michaela Pachtova       | Asistencia: 170 espectadores Árbitra: Michaela Pachtova |

| 31 de octubre de 2023 | Kosovo                                        | 3:1 (3:0) | Macedonia del Norte | Estadio Fadil Vokrri, Pristina, Kosovo                |                                                       |
| 17:00 (CET)           | - Halilaj 7' (pen.) - Memeti 14' - Biqkaj 34' | Reporte   | - Cokleska 90'      | Asistencia: 300 espectadores Árbitra: Silvia Domingos | Asistencia: 300 espectadores Árbitra: Silvia Domingos |

| 1 de diciembre de 2023 | Kosovo                                                | 5:1 (1:1) | Bulgaria    | Estadio Fadil Vokrri, Pristina, Kosovo               |                                                      |
| 17:00 (CET)            | - Halilaj 39' - Metaj 58' - Uka 71' - Memeti 84', 89' | Reporte   | Ivanova 26' | Asistencia: 120 espectadores Árbitra: Meliz Özçiğdem | Asistencia: 120 espectadores Árbitra: Meliz Özçiğdem |

| 5 de diciembre de 2023 | Bulgaria                     | 2:2 (0:1) | Macedonia del Norte       | Estadio Lokomotiv, Plovdiv, Bulgaria                   |                                                        |
| 16:00 (CET)            | - Zheleva 85' - Rasina 90+5' | Reporte   | - 11' Rochi - 62' Maksuti | Asistencia: 252 espectadores Árbitra: Alexandra Collin | Asistencia: 252 espectadores Árbitra: Alexandra Collin |

### Ranking de los segundos puestos
Debido a que el grupo C5 sólo tiene tres selecciones, para determinar el ranking de segundos puestos se omitirán los resultados contra el último lugar para cada grupo.
| Equipo     | Pts | PJ | PG | PE | PP | GF | GC | Dif |
| ---------- | --- | -- | -- | -- | -- | -- | -- | --- |
| Letonia    | 6   | 4  | 2  | 0  | 2  | 9  | 3  | +6  |
| Montenegro | 6   | 4  | 2  | 0  | 2  | 4  | 4  | 0   |
| Bulgaria   | 5   | 4  | 1  | 2  | 1  | 4  | 7  | –3  |
| Estonia    | 4   | 4  | 1  | 1  | 2  | 2  | 9  | –7  |
| Lituania   | 1   | 4  | 0  | 1  | 3  | 1  | 9  | –8  |

     Clasificado a los playoffs por el ascenso.

## Promoción de ascenso y descenso
Los emparejamientos de los partidos de ascenso y descenso se determinaron mediante sorteo el 11 de diciembre de 2023. El sorteo de la eliminatoria de ascenso-descenso de la UEFA Women's Nations League ha fijado siete eliminatorias a doble partido que se jugarán entre el 21 y el 28 de febrero de 2024 para definir las ligas de los Clasificatorios Europeos Femeninos.

### Liga A vs Liga B
| Equipo 1             | Agr. | Equipo 2 | Ida | Vuelta |
| -------------------- | ---- | -------- | --- | ------ |
| Serbia               | 2–3  | Islandia | 1–1 | 1–2    |
| Hungría              | 2–10 | Bélgica  | 1–5 | 1–5    |
| Bosnia y Herzegovina | 0–10 | Suecia   | 0–5 | 0–5    |
| Croacia              | 0–8  | Noruega  | 0–3 | 0–5    |

| 23 de febrero de 2024 | Serbia          | 1:1 (1:1) | Islandia           | Sports Center of FA of Serbia, Stara Pazova, Serbia |                       |
| 16:00 (CET)           | - Filipović 19' | Reporte   | - Eiríksdóttir 24' | Árbitra: Ewa Augustyn                               | Árbitra: Ewa Augustyn |

| 27 de febrero de 2024 | Islandia                           | 2:1 (0:1) (Global 3:2) | Serbia      | Kópavogsvöllur, Kópavogur, Islandia |                              |
| 15:30 (CET)           | - Jónsdóttir 75' - Níelsdóttir 86' | Reporte                | - 6' Poljak | Árbitra: Marta Huerta de Aza        | Árbitra: Marta Huerta de Aza |

| 23 de febrero de 2024 | Hungría      | 1:5 (1:2) | Bélgica                                                 | Pancho Arena, Felcsút, Hungría |                     |
| 17:45 (CET)           | - Turányi 7' | Reporte   | - Kees 10', 81' - Wullaert 21', 74' - Vanhaevermaet 65' | Árbitra: Alina Peşu            | Árbitra: Alina Peşu |

| 27 de febrero de 2024 | Bélgica                                             | 5:1 (1:1) (Global 10:2) | Hungría     | Den Dreef Stadion, Lovaina, Bélgica |                          |
| 20:00 (CET)           | - Wullaert 44', 54' (pen.), 57' - Janssens 74', 80' | Reporte                 | - Kaján 26' | Árbitra: Ivana Martinčić            | Árbitra: Ivana Martinčić |

| 23 de febrero de 2024 | Bosnia y Herzegovina | 0:5 (0:2) | Suecia                                                                  | FF BH Football Training Centre, Zenica, Bosnia y Herzegovina |                              |
| 13:00 (CET)           |                      | Reporte   | - Janogy 6', 41' - Angeldal 76' - Hammarlund 80' - Gvozderac 86' (o.g.) | Árbitra: Olatz Rivera Olmedo                                 | Árbitra: Olatz Rivera Olmedo |

| 28 de febrero de 2024 | Suecia                                                                           | 5:0 (3:0) (Global 10:0) | Bosnia y Herzegovina | Avicii Arena, Estocolmo, Suecia |                            |
| 18:30 (CET)           | - Vinberg 26' - Blackstenius 45' - Kafaji 45+1' - Angeldahl 82' - Hammarlund 90' | Reporte                 |                      | Árbitra: Silvia Gasperotti      | Árbitra: Silvia Gasperotti |

| 23 de febrero de 2024 | Croacia | 0:3 (0:1) | Noruega                                            | Opus Arena, Osijek, Croacia |                        |
| 18:00 (CET)           |         | Reporte   | - Hegerberg 16' - Graham Hansen 49' - Ildhusøy 62' | Árbitra: Abigail Byrne      | Árbitra: Abigail Byrne |

| 27 de febrero de 2024 | Noruega                                        | 5:0 (3:0) (Global 8:0) | Croacia | Viking Stadion, Stavanger, Noruega |                            |
| 18:00 (CET)           | - Terland 9' - Haug 32', 40' - Maanum 66', 78' | Reporte                |         | Árbitra: Veronika Kovarova         | Árbitra: Veronika Kovarova |

### Liga B vs Liga C
| Equipo 1   | Agr. | Equipo 2          | Ida | Vuelta |
| ---------- | ---- | ----------------- | --- | ------ |
| Letonia    | 0–9  | Eslovaquia        | 0–3 | 0–6    |
| Montenegro | 1–3  | Irlanda del Norte | 0–2 | 1–1    |
| Bulgaria   | 0–7  | Ucrania           | 0–4 | 0–3    |

| 23 de febrero de 2024 | Letonia | 0:3 (0:0) | Eslovaquia                                             | LNK Sporta Parks, Riga, Letonia |                          |
| 15:30 (CET)           |         | Reporte   | - Škorvánková 62' - Morávková 72' - Hmírová 88' (pen.) | Árbitra: Fabienne Michel        | Árbitra: Fabienne Michel |

| 27 de febrero de 2024 | Eslovaquia                                                                                      | 6:0 (3:0) (Global 9:0) | Letonia | Estadio Anton Malatinský, Trnava, Eslovaquia |                         |
| 18:00 (CET)           | - Morávková 2' - Rybanská 6' - Lemešová 36' - Mikolajová 83' - Vredíková 87' - Kaláberová 90+4' | Reporte                |         | Árbitra: Shona Shukrula                      | Árbitra: Shona Shukrula |

| 23 de febrero de 2024 | Montenegro | 0:2 (0:0) | Irlanda del Norte        | Estadio Pod Goricom, Podgorica, Montenegro |                            |
| 14:00 (CET)           |            | Reporte   | - Wade 71' - Vance 90+1' | Árbitra: Michèle Schmölzer                 | Árbitra: Michèle Schmölzer |

| 27 de febrero de 2024 | Irlanda del Norte | 1:1 (0:0) (Global 3:1) | Montenegro  | Windsor Park, Belfast, Irlanda del Norte |                            |
| 20:00 (CET)           | - Magill 73'      | Reporte                | - Dešić 66' | Árbitra: Hristiyana Guteva               | Árbitra: Hristiyana Guteva |

| 23 de febrero de 2024 | Bulgaria | 0:4 (0:2) | Ucrania                                                       | Arena Arda, Kardzhali, Bulgaria |                        |
| 15:00 (CET)           |          | Reporte   | - Kravchuk 6' - Andrukhiv 24' - Hlushchenko 83' - Kotyk 90+5' | Árbitra: Minka Vekkeli          | Árbitra: Minka Vekkeli |

| 27 de febrero de 2024 | Ucrania                                         | 3:0 (2:0) (Global 7:0) | Bulgaria | Mardan Antalyaspor, Antalya, Turquía |                           |
| 14:00 (CET)           | - Ovdiychuk 15' - Hlushchenko 18' - Shmatko 81' | Reporte                |          | Árbitra: Zuzana Valentová            | Árbitra: Zuzana Valentová |

## Goleadoras

### Tripletes o más
A continuación se detallan los tripletes conseguidos a lo largo de la temporada.
| Fecha      | Jugadora          | Minuto             | Local      |                       | Resultado |                      | Visitante | Rep.   |
| ---------- | ----------------- | ------------------ | ---------- | --------------------- | --------- | -------------------- | --------- | ------ |
| 26/9/2023  | Pernille Harder   | 6' 11' 90+1'       | Gales      | Bandera de Gales      | 1 – 5     | Bandera de Dinamarca | Dinamarca | J.2 A3 |
| 26/9/2023  | Patrícia Hmírová  | 24' 60' 73'        | Eslovaquia | Bandera de Eslovaquia | 4 – 0     | Bandera de Croacia   | Croacia   | J.2 B2 |
| 26/9/2023  | Karlīna Miksone   | 15' 26' 45+4'      | Andorra    | Bandera de Andorra    | 0 – 4     | Bandera de Letonia   | Letonia   | J.2 C1 |
| 27/10/2023 | Katie McCabe      | 4' 26' 81'         | Irlanda    | Bandera de Irlanda    | 5 – 1     | Bandera de Albania   | Albania   | J.3 B1 |
| 27/10/2023 | Lisette Tammik    | 25' 48' 60'        | Armenia    | Bandera de Armenia    | 1 – 4     | Bandera de Estonia   | Estonia   | J.3 C4 |
| 31/10/2023 | Haley Bugeja      | 36' 40' 43'        | Andorra    | Bandera de Andorra    | 0 – 3     | Bandera de Malta     | Malta     | J.4 C1 |
| 1/12/2023  | Ada Hegerberg     | 3' 8' 50'          | Noruega    | Bandera de Noruega    | 4 – 0     | Bandera de Portugal  | Portugal  | J.5 A2 |
| 1/12/2023  | Olga Ševcova      | 42' 45' 47'        | Letonia    | Bandera de Letonia    | 4 – 0     | Bandera de Andorra   | Andorra   | J.5 C1 |
| 5/12/2023  | Henrietta Csiszár | 10' 43' 81'        | Hungría    | Bandera de Hungría    | 6 – 0     | Bandera de Albania   | Albania   | J.6 B1 |
| 5/12/2023  | Sharon Beck       | 3' 47' 55'         | Israel     | Bandera de Israel     | 4 – 1     | Bandera de Estonia   | Estonia   | J.6 C4 |
| 27/2/2024  | Tessa Wullaert    | 44' 54' (pen.) 57' | Bélgica    | Bandera de Bélgica    | 5 – 1     | Bandera de Hungría   | Hungría   |        |